# Vệ Tự bá
Vệ Tự bá (chữ Hán: 衞嗣伯), là vị vua thứ tư của nước Vệ – chư hầu nhà Chu trong lịch sử Trung Quốc.
Vệ Tự bá là con của Vệ Khảo bá – vua thứ ba nước Vệ. Sau khi Khảo bá mất, ông lên nối ngôi.
Sử sách không ghi chép sự kiện xảy ra liên quan tới nước Vệ trong thời gian ông làm vua.
Không rõ Vệ Tự bá lên ngôi và mất năm nào. Con ông là Vệ Ốt bá lên nối ngôi.